# Live in Japan (Charged GBH)
Live in Japan è il secondo album live del gruppo Hardcore punk Charged GBH pubblicato nel 1993.

## Tracce
1. Give Me Fire
2. New Decade
3. The Seed Of Madness
4. Checkin' Out
5. Mass Production
6. Just In Time For The Epilogue
7. C. U. Bleed
8. Drugs Party In 526
9. I Am The Hunted
10. Sick Boy
11. City Baby Attacked By Rats
12. City Babys Revenge
13. Race Against Time
14. Knife Edge
15. Necrophilia
16. Moonshine
17. Freak

## Formazione
- Colin Abrahall  - voce
- Jock Blyth - chitarra
- Ross Lomas - basso
- Joseph Montero - batteria